# Troed-y-rhiw
Troed-y-rhiw är en community i Storbritannien.   Den ligger i kommunen Merthyr Tydfil och riksdelen Wales, i den södra delen av landet, 220 km väster om huvudstaden London. Antalet invånare är 5 296.
I communityn finns orterna Troed-y-rhiw, Abercanaid och Pentrebach. De utgör tillsammans den södra delen av tätorten Merthyr Tydfil.